# Kać
Kać è un insediamento nella città di Novi Sad, nel distretto di Bačka meridionale della Serbia. L'insediamento si trova nel distretto di Šajkaš. Secondo il censimento del 2022, aveva una popolazione di 11.067. 
1. ↑   Весна Аралица e Миладин Ковачевић, Старост и пол : подаци по насељима (PDF), Републички завод за статистику, 2023,  p. 108, ISBN 978-86-6161-230-5.